# روبرتو راميريز (لاعب كرة قاعدة)
روبرتو راميريز (بالإسبانية: Roberto Ramírez)‏ هو لاعب كرة قاعدة مكسيكي، ولد في 17 أغسطس 1972 في Martínez de la Torre ‏ في المكسيك.

## وصلات خارجية
- روبرتو راميريز على موقع دوري كرة القاعدة الرئيسي (الإنجليزية)
- روبرتو راميريز على موقع الدوري الياباني لكرة القاعدة (الإنجليزية)
- روبرتو راميريز على موقعبيزبول رفرنس.كوم (الدوري الرئيسي) (الإنجليزية)
- روبرتو راميريز على موقعبيزبول رفرنس.كوم (الدوري الثانوي) (الإنجليزية)
- روبرتو راميريز على موقع إي إس بي إن.كوم (أم.أل.بي) (الإنجليزية)
- روبرتو راميريز على موقع مشجعي الرسوم البيانية (الإنجليزية)